# Thick as a Brick
Thick As a Brick – album studyjny brytyjskiej grupy rockowej Jethro Tull. Znajduje się na nim tylko jeden, 43-minutowy, posiadający cechy suity rockowej utwór (od niego album wziął swoją nazwę), który ze względu na ograniczenia techniczne płyty analogowej został podzielony na dwie części.
Tekst utworu to poemat fikcyjnego chłopca, Geralda. Historię chłopca opowiada okładka albumu, stylizowana na stronę tytułową gazety. Według artykułu zamieszczonego w tej gazecie chłopiec, okrzyknięty "Małym Miltonem", bierze udział w konkursie literackim, ale zostaje zdyskwalifikowany, gdy lekarze orzekają (po lekturze jego dzieła), że jest on niezrównoważony psychicznie.

## Lista utworów
Strona A
1. "Thick As A Brick (Part 1)" - 22:40

Strona B
1. "Thick As A Brick (Part 2)" - 21:06

Bonusowy materiał (Chrysalis Records 1998, CD)
1. "Thick As A Brick" (Live at Madison Square Garden 1978) - 11:48
2. Interview with Jethro Tull's Ian Anderson, Martin Barre and Jeffrey Hammond - 16:28

## Skład
- Ian Anderson - śpiew, gitara akustyczna, flet, skrzypce, trąbka
- Martin Barre - gitara, lutnia
- John Evan - pianino, organy, klawesyn
- Jeffrey Hammond - gitara basowa, chórki
- Barriemore Barlow - perkusja, instrumenty perkusyjne, kotły
- David Palmer - aranżacje dęte i smyczkowe